# Зеленовський (острів)
Зеленовський — острів в Україні. Розташований в Херсонській області. Площа - 1.2 км².          

Клімат континентальний. Середня температура 12 °С. Найспекотніший місяць – липень, 27  ° C, а найхолодніший січень – −4 ° С.  Середня кількість опадів становить 617 міліметрів на рік.